# 钩齿游蚁
钩齿游蚁（学名：Eciton hamatum）属于行军蚁亚科之下的游蚁属，从墨西哥到巴西中部以及玻利維亞均有分布。该物种与布氏游蚁（Eciton burchellii）的不同之处在于它在觅食时不会散开到灌木丛中。相反，它以列的形式觅食，通常在树上，专门捕食其他社会性昆虫的幼虫。其中通常包括胡蜂、臭蚁属和弓背蚁属的幼崽，这表明钩齿游蚁主要是一种针对于树栖的觅食昆虫。 
它们可以用身体在狭小的缝隙间搭建起活桥。 